# دنم اسپرینگز (لوئیزیانا)
دنم اسپرینگز (به انگلیسی: Denham Springs) شهری در ایالت لوئیزیانا کشور ایالات متحده آمریکا است که جمعیت آن در سرشماری سال ۲۰۱۰ میلادی، ۱۰٬۲۱۵ نفر بوده‌است.